# Veterans Field
El Veterans Field es un estadio de béisbol que está localizado en la ciudad de Laredo, Texas, Estados Unidos. Albergó béisbol de Liga Mexicana de 1985 a 2002.
El estadio fue construido en 1950, el parque fue formalmente conocido como West Martin Field pero fue renombrado en honor a los hombres y mujeres que han servido defendiendo a los Estados Unidos. El parque fue renovado en 2002.
El estadio albergó la quincuagésima primera edición del juego de estrellas de la Liga Mexicana de Béisbol en 1988, en un partido donde la Zona Norte se impuso a la  Zona Sur por 8 carreras a 0.